# Capitaine Janvier (film, 1924)
Pour les articles homonymes, voir Capitaine Janvier.
Pour plus de détails, voir Fiche technique et Distribution.
Capitaine Janvier (Captain January) est un film muet américain réalisé par Edward F. Cline avec Baby Peggy, sorti en 1924. Il s'agissait de la première adaptation cinématographique du livre pour enfants Captain January (1891) de Laura E. Richards.

## Synopsis
Jeremiah "Daddy" Judkins est un gardien de phare dans le Maine qui vit avec la jeune Capitaine Janvier, laquelle fut sauvée par Jeremiah d'un naufrage lorsqu'elle était encore bébé. Les problèmes de santé de Jeremiah amènent à penser la population locale qu'il n'est plus apte à élever la jeune Janvier et tentent de la faire enlever.

## Fiche technique
- Titre : Capitaine Janvier
- Autre titre : Miss Capitaine
- Titre original : Captain January
- Réalisation : Edward F. Cline

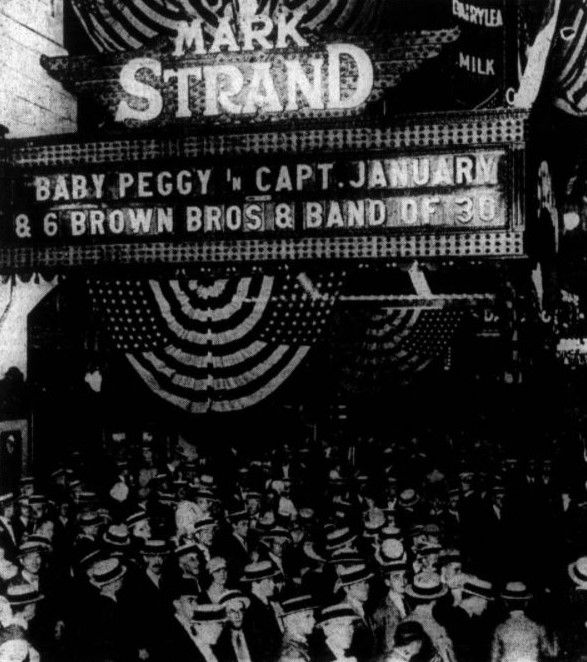
Publicité parue dans le magazine Variety (9 juillet 1924, p. 23) pour The Mark Strand theatre projetant le film Capitaine Janvier

- Scénario : Eve Unsell et John Gray d'après le roman de Laura E. Richard
- Production : Sol Lesser
- Société de production et de distribution : Principal Distributing
- Directeur de la photographie : Glen MacWilliams
- Pays d'origine : États-Unis
- Format : Noir et blanc - 35 mm - 1,33:1
- Genre : Drame
- Durée : 64 minutes
- Date de sortie : États-Unis : 6 juillet 1924

## Distribution
- Baby Peggy : Capitaine Janvier
- Hobart Bosworth : Jeremiah "Daddy" Judkins
- Irene Rich : Isabelle Morton
- Lincoln Stedman : Bob Peet
- Harry T. Morey : George Maxwell
- Barbara Tennant : Lucy Tripp
- John Merkyl : Herbert Morton
- Emmett King : John Elliott